# ای‌ال‌سی-۰۳۱۵
ای‌ال‌سی-۰۳۱۵ ([(۴-هیدروکسی‌بوتیل)آزاندیئل]دی (هگزان -۶٬۱-دیئل) بیس (۲-هگزیل‌دکانوات)) یکی از اجزای مخلوط لیپیدی است که در واکسن کووید-۱۹، شرکت بیوان‌تک و فایزر با نام BNT162b2، و به عنوان نانوذرات لیپیدی استفاده می‌شود.
این ماده یک لیپیدِ مصنوعیِ کاتیونی با pH فیزیولوژیکی است که می‌تواند همراه با سایر لیپیدها برای تشکیل نانوذرات لیپیدی (LNP) استفاده شود.
این نانوذرات باعث بهبود جذب نوکلئیک اسیدهای درمانی مؤثر، مانند اولیگونوکلئوتیدها یا RNAهای پیام رسان هم در شرایط درون‌کشتگاهی (in vitro) و هم در درون‌جانداری (in vivo) می‌شوند.

## همچنین ببینید
- ALC-0159